# Розмари
Хо́лли Леткема́н (англ. Holly Letkeman; род. 29 ноября 1983 года) — канадский рестлер и актриса выступающая в Impact Wrestling под именем Розмари (англ. Rosemary). Также выступала в Border City Wrestling, NCW Femmes Fatales и Shimmer Women Athletes.

## Биография
Холли родилась в Канаде, в городе Виннипег, но детство провела в соседнем городе Стоунуолл. С реслингом её познакомил отец. После школы Холли поступила в Манитобский университет, где изучала кино. После выпуска она стала работать на съёмочных площадках, но услышав о смерти Эдди Герреро решила воплотить детскую мечту и стать рестлером. В мае 2007 года Холли попала в школу реслинга Скотта Д’Амора, где её тренерами стали Тайсон Дюкс, Джонни Дивайнa и сам Д’Амор. Изначально Холли стала выступать под именем Пи Джей Тайлер, в честь вокалиста группы Aerosmith, но позднее стала выступать как Кортни Раш.

## Карьера в реслинге

### Ранние выступления (2008—2010)
Свой дебют на ринге Холли совершила 30 января 2008 года на шоу PTW под именем Кейси Магуайр, уступив своей сопернице Хейли Роджерс. Противостояние с Хейли Роджерс продолжалось ещё некоторое время, как в сольных так и в парных поединках. В 2009 году её соперницами стали Черри Бомб, Дженифер Блейк, Холли Хилтон и Невероятная Конг. В день своего двадцатишестилетия она победила Деанну Конду в финале турнира WILD Tournament и выиграла свой первый титул.

### NCW Femmes Fatales (2010—2013)

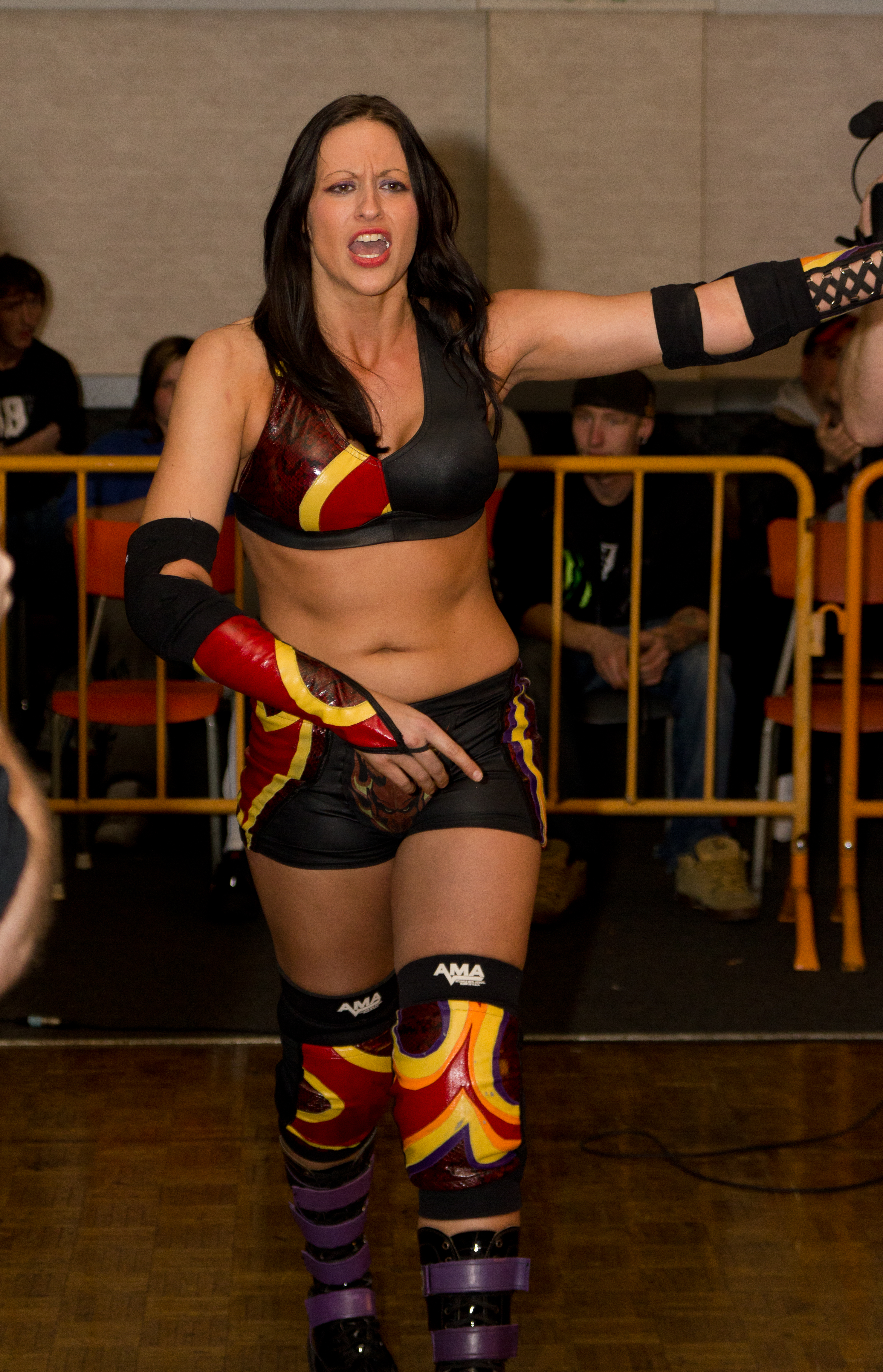
Кортни Раш в 2011 году.

6 февраля 2010 года Холли Леткеман совершила дебют в NCW Femmes Fatales под именем Пи Джей Тайлер в командном матче, одержать победу в котором ей не удалось. В качестве чемпиона WILD Тайлер приняла участие в турнире за учреждённый титул NCW Femmes Fatales, но проиграла в первом раунде Порше Перес. В октябре 2010 года победила Кэт Пауэр и Сасси Стеффи в трёхстороннем матче.
В марте 2011 года стала выступать под именем Кортни Раш, победив Кэт Пауэр в поединке без дисквалификаций. В июле 2011 года уступила Мэдисон Иглз. В октябре того же года одолела Келли Скейтер.
В марте 2013 года подедила Эллисон Дэнджер и выиграла титул Bellatrix World. 16 августа 2014 года победила в четырёхстороннем матче на выбывание за титул NCW Femmes Fatales, который ей удалось продержать 231 день.

### Shimmer Women Athletes (2010—2019)
Объявление об участии Пи Джей Тайлер в шоу Shimmer ноявилось на сайте организации 22 марта 2010 года. Дебют же состоялся 10 апреля в тёмном матче на записи 29 выпуска Shimmer.
В марте 2011 года стала принимать участие в основных матчах шоу, но уже под именем Кортни Раш, однако проиграла свои матчи против Мены Либры, Дейзи Хейз и Келли Скейтер. На записях в октябре 2011 года победила Никки Рокс, но проиграла поединки против Юми Оки и Сары дель Рэй. 17 марта 2012 года победила Рию О’Райли и Сасси Стеффи, а 18 марта объединилась в команду с Сарой дель Рэй. Новообразованная команда сначала одолела Regeneration X, а затем одержала победу в четыёхстороннем поединке на выбывание, что сделало их новыми командными чемпионками. 7 июня на шоу Femmes Fatales проиграли титулы Канадским Ниндзям (Николь Мэттьюс и Порша Перес) после того как дель Рэй ушла во время матча. 13 апреля 2013 года Раш победила Афину, Мэдисон Иглз и Сараю Найт в матче за право драться за титул чемпиона Shimmer. Право было реализовано позже в тот же день, но чемпионка Чирлидер Мелисса защитила титул.
В сентябре 2013 года Раш сломала ключицу и выбыла до апреля 2014 года.
11 апреля 2015 года Раш сформировала команду с Сандрой Бейл, которую назвали Ontario’s Top Team. Они победили Made In Sin (Эллисин Кэй и Тэйлор Мэйд) в 72 выпуске, но не смогли одолеть чемпионов The Kimber Bombs (Кимбер Ли и Черри Бомб) в матче за титулы На следующий день Раш и Бейл потерпели поражение от команды Team Slap Happy (Иви и Хайди Лавлейс), после матча Раш напала на Бейл, это привело к распаду команды.

### Total Nonstop Action Wrestling / Impact Wrestling

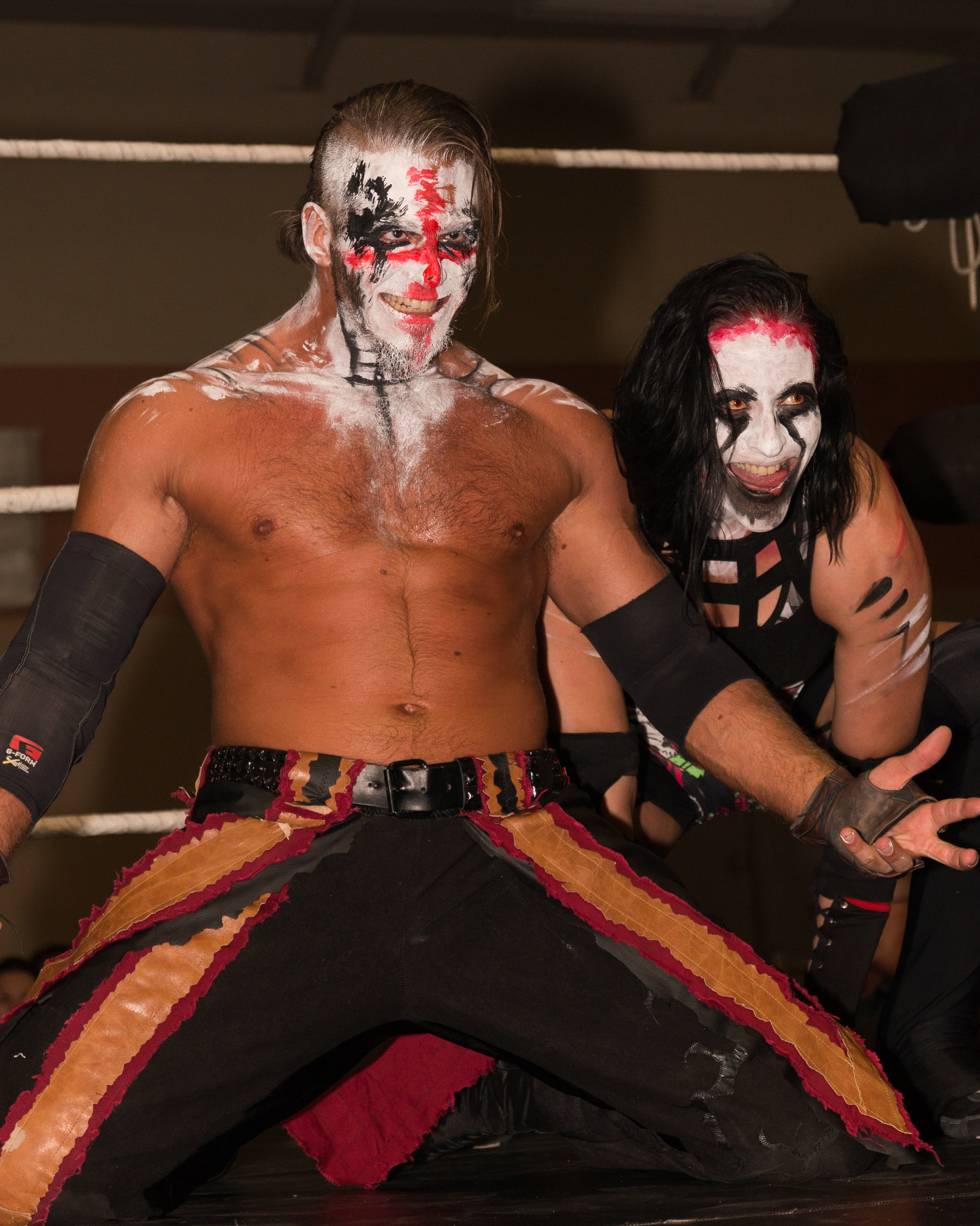
Группировка Decay — Безумный Стив и Розмари.

В январе 2016 года Леткеман подписала контракт с Total Nonstop Action Wrestling. Её дебют на шоу состоялся 26 января 2016 года, она вышла в новом мрачном образе и стала говорить загадками с командными чемпионами TNA Эдди Эдвардсом и Дейви Ричардсом, в это время на них напали Безумный Стив и Абисс. Было объявлено, что Леткеман теперь использует имя Розмари, а группировка получила название Decay. В начале Розмари играла роль валета для Стива и Абисса, но 26 апреля состоялся её первый матч в организации, в котором она одержала победу над Гейл Ким. В сентябре группировка начала вражду с Ребеккой Харди, которая вылилась в матч Харди против Розмари, который Розмари проиграла по дисквалификации после того как Розмари выпустила в глаза Харди зелёный туман, после чего сломала ей стол.
В ноябре 2016 года Розмари начала враждовать с Джейд и чемпионкой Гейл Ким. После того как Ким травмировалась — титул был объявлен вакантным. За вакантный титул сразились Розмари и Джейд в стальной клетке, победу одержала Розмари. Свою первую защиту Розмари провела спустя месяц на pay-per-view One Night Only: Live! против Сиенны. В январе 2017 года Розмари и Джейд возобновили вражду, Розмари победила Джейд в матче по правилам «бал монстров» и защитила титул. 2 марта Розмари снова победила Джейд и положила конец их вражде. В дальнейшем Розмари защищала титул от Сантаны Гарретт и ODB.
В мае Розмари спасла Элли от нападения Лорел фон Несс и Сиенны, отказавшись примкнуть к их группировке. В последующие недели сюжет Розмари и Элли продолжился. 2 июля 2017 года на Slammiversary, Розмари проиграла Сиенне матч за объединение женских титулов Impact Wrestling и GFW.

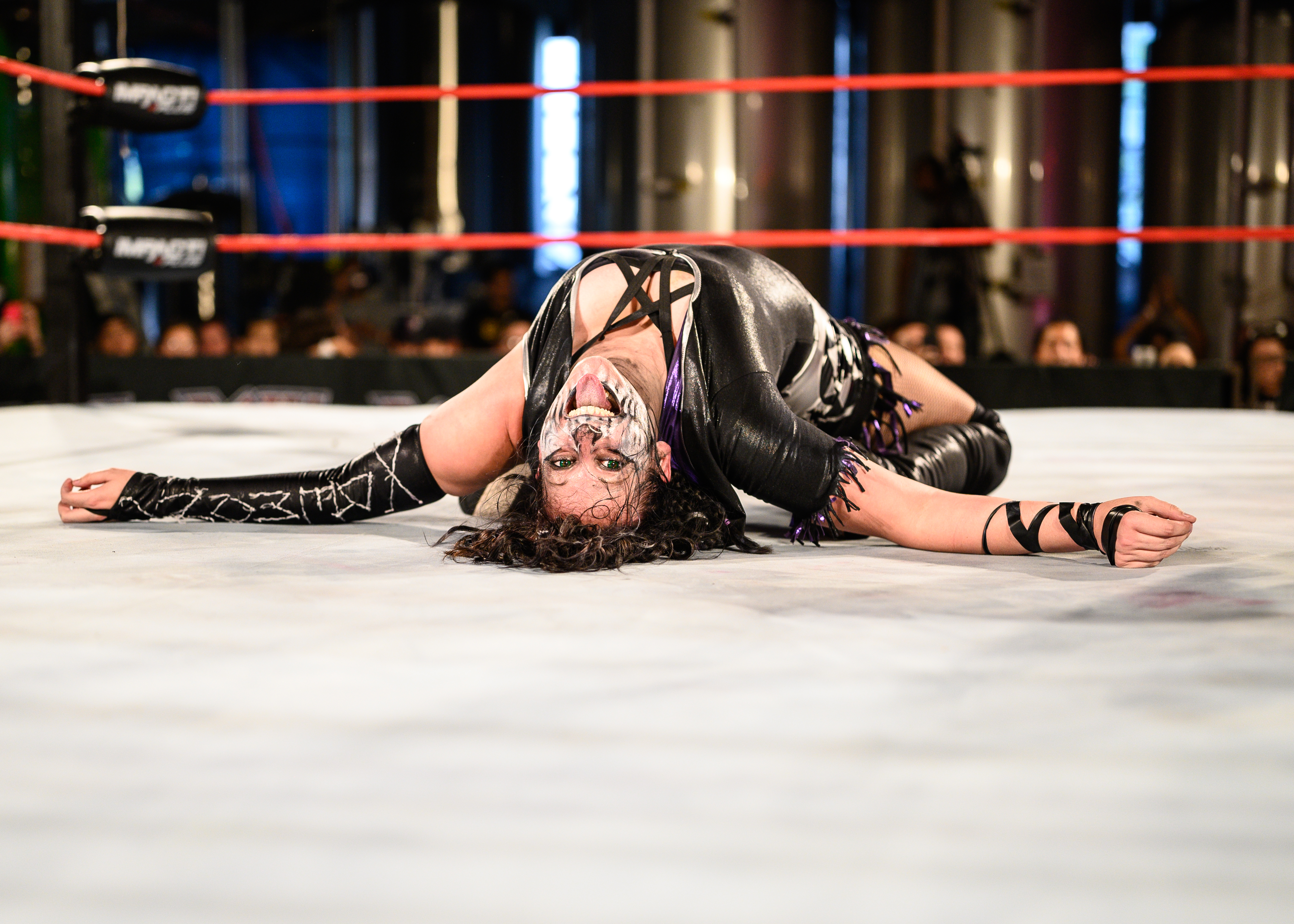
Розмари в 2019 году.

7 сентября 2017 года после очередного спасения Элли Розмари была атакована дебютировавшей Таей Валькирией. Розмари и Тая начали вражду, которая привела к матчу из которого победителем вышла Валькирия. Вражда должна была привести к поединку до первой кровин на Bound for Glory, но матч был отменён из-за непредвиденных личных обстоятельств в жизни Таи. В декабре Розмари не удалось вернуть титул, поскольку она потерпела поражение от Лорел фон Несс в финале турнира. 1 марта 2018 года вернулась Тая Валькирия и возобновила вражду напав на Розмари. 12 апреля Розмари победила Таю и закончила их вражду.
После этого Розмари вернулась в сюжет с Элли, которая в тот момент враждавала с Су Юн. Вскоре Розмари была сюжетно похоронена, поскольку получила разрыв передней крестообразной связки.
Через 8 месяцев отсутствия, 6 января 2019 года, Розмари вернулась и спасла Киеру Хоган от Элли и Су Юнг. 28 февраля 2019 года, Impact Wrestling было объявлено, что Розмари подписала новый двухлетний контракт с компанией. Наt Against All Odds, 29 марта, Розмари отправилась в мир мёртвых для спасения души Элли, но безуспешно, поскольку Элли была сюжетно убита Су Юн. 17 мая Розмари победила Су Юн накинув на неё демонический ошейник и тем самым закончив вражду. 7 июня в компанию вернулась Джессика Хавок и освободила Су Юн. На Slammiversary XVII состоялся четырёхсторонний матч без дисквалификаций между Таей, Розмари, Хавок и Су Юн, в котором Тая успешно защитила свой титул одержав победу.
4 февраля 2020 года Розмари сражалась с Су Юн которая в тот момент выступала в образе Сьюзи, после мачта, закончившегося двойным отсчётом, Розмари накинула на шею Сьюзи петлю пробудив в ней Су Юнt. 24 марта Джеймс Митчелл выбросил Су Юн и Хавок на пустоши мира мёртвых, но Розмари спасла их, за что те сюжетно убили Митчелла, что также вернуло Су Юн в состояние Сьюзи.

### Lucha Libre AAA Worldwide (2017)
26 августа 2017 года Розмари приняла участие в Triplemanía XXV мексиканской организации Lucha Libre AAA Worldwide, где сразилась за титул чемпионки AAA в четырёхстороннем матче. Матч закончился тем, что Секси Стар заставила Розмари сдаться заперев в рычаг локтя, но даже после остановки матча продолжала исполнять болевой приём пытаясь сломать руку. В результате AAA было решено отстранить Секси Стар и лишить её титула.

## Карьера в кино
Холли Леткеман снялась в ряде независимых фильмов в числе которых Monster Brawl), Exit Humanity и Beat Down. С 2018 года вместе с Элли снимает веб-сериал Masters Of The Multiverse, который доступен на YouTube.

### Фильмография
| Год  | Название      | Роль        | Примечания         |
| ---- | ------------- | ----------- | ------------------ |
| 2011 | Monster Brawl | Witch Bitch | как Холли Леткеман |
| 2011 | Exit Humanity | Zombie      | как Холли Леткеман |
| 2012 | Beat Down     | French Kiss | как Холли Леткеман |

## Титулы и награды
- Acclaim Pro Wrestling

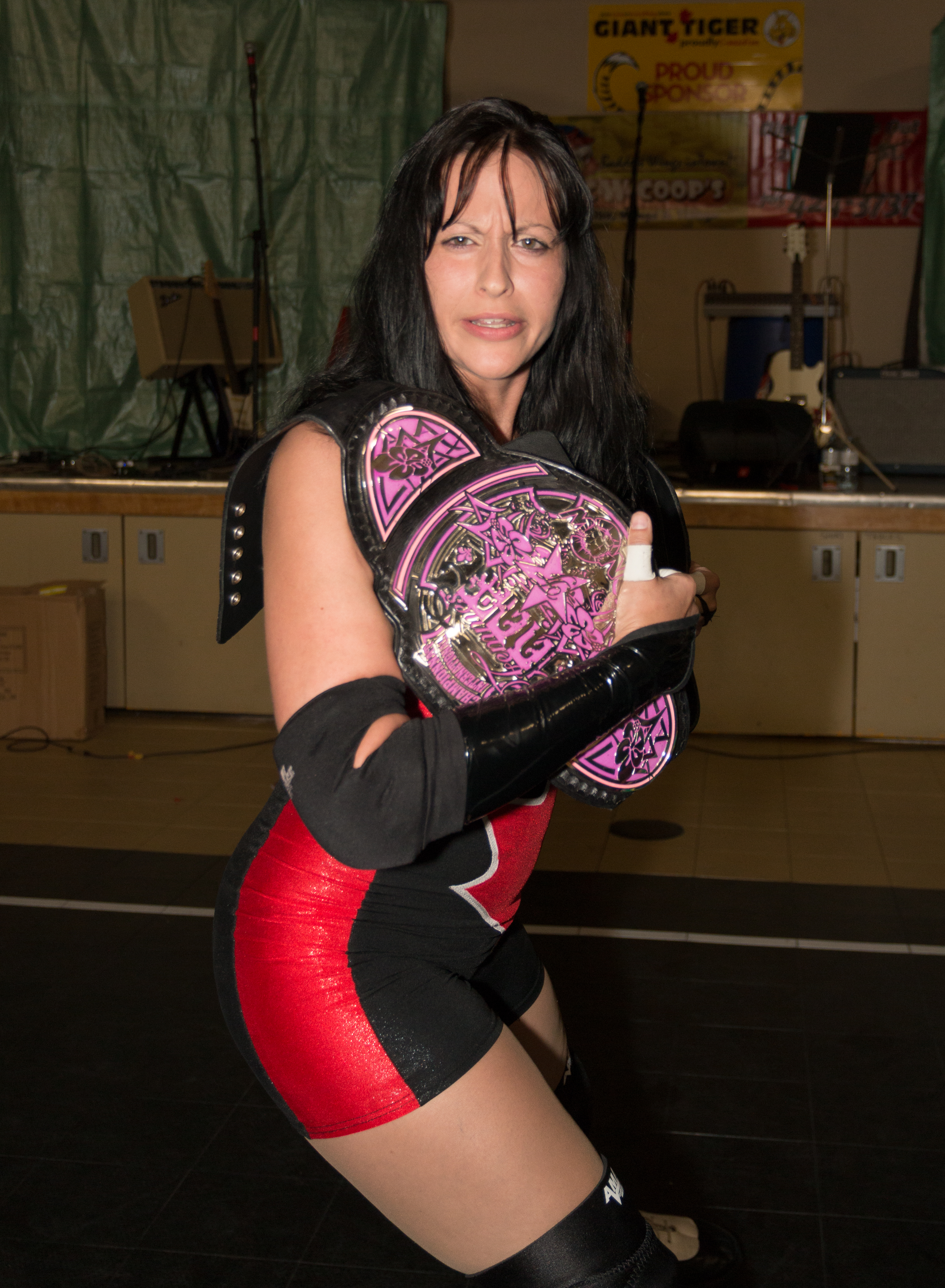
Кортни Раш с титулом nCw Femme Fatales в 2014 году.

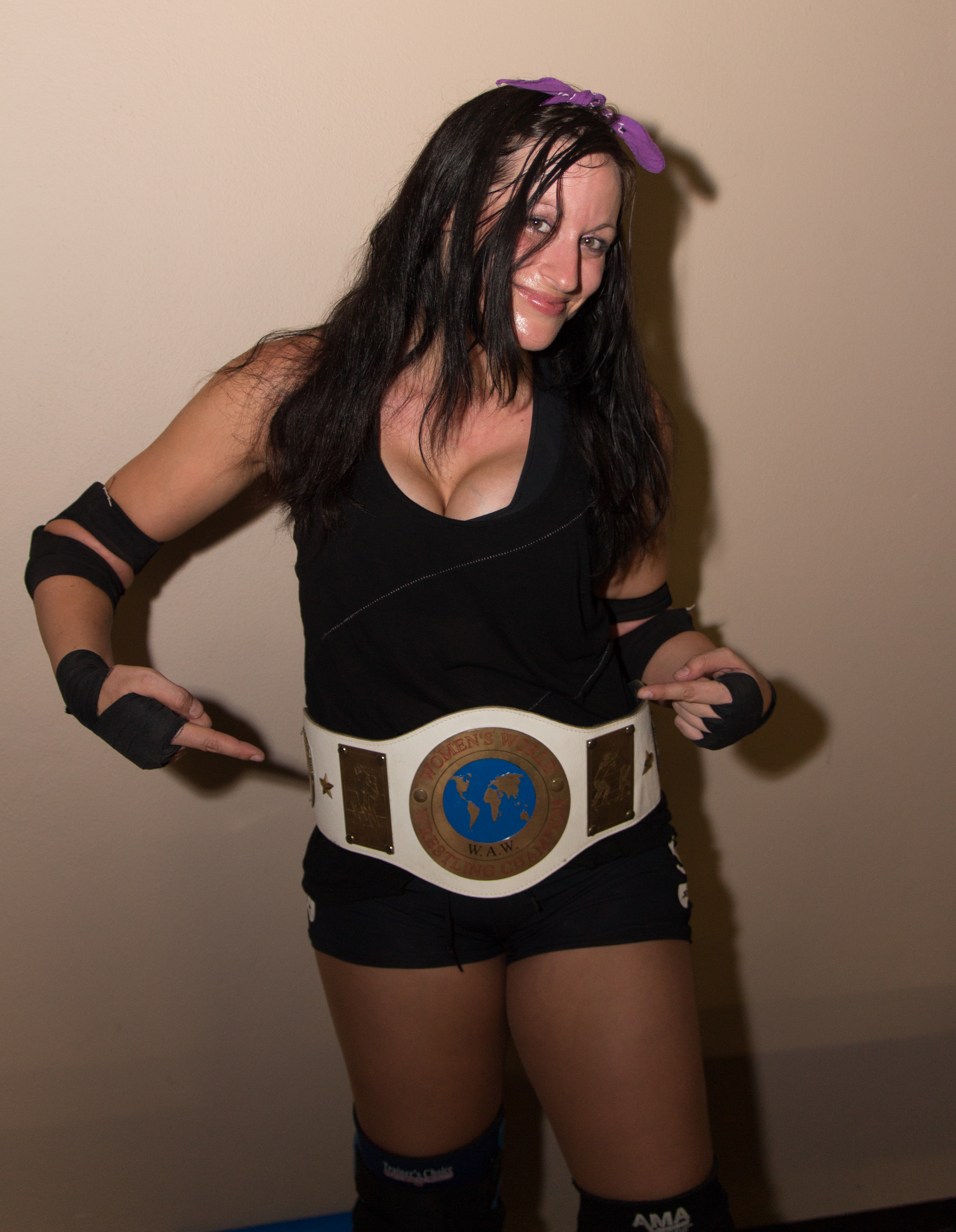
Раш с титулом чемпиона Bellatrix.

  - APW Tag Team Championship (1 раз) — с Кей Си Спинелли[88]
  - APW Women’s Championship (1 раз)[89]
- Atomic Revolutionary Wrestling
  - ARW Bombshells Championship (1 раз)[90]
- Bellatrix Female Warriors
  - Bellatrix World Championship (1 раз)
- Great Canadian Wrestling
  - GCW W.I.L.D. Championship (1 раз)
- nCw Femmes Fatales
  - nCw Femmes Fatales Champion (1 раз)[91]
- Pro Wrestling Illustrated
  - № 8 в списке 50 лучших женщин-реслеров в 2014 году[92]
  - № 9 в списке 50 лучших женщин-реслеров в 2015 году[93]
- Pure Wrestling Association
  - PWA Canadian Elite Women’s Championship (1 раз)[94]
- Shimmer Women Athletes
  - Shimmer Tag Team Championship (1 раз) — с Сарой дель Рэй[26]
- Smash Wrestling
  - Smash Women’s Championship (1 раз, действующая)
- Total Nonstop Action Wrestling / IMPACT Wrestling
  - TNA / Impact Wrestling Knockouts Championship (1 раз)[95]
  - Impact Knockouts Tag Team Championship (2 раза, действующая) — с Хэвок (1)[96] и с Таей Валькирией (1)
- Tri-City Wrestling
  - TCW Women’s Championship (1 раз)